# Hanchur, Alur
Hanchur là một làng thuộc tehsil Alur, huyện Hassan, bang Karnataka, Ấn Độ.